# Kościół św. Marcina w Vevey
Kościół św. Marcina – kalwiński kościół parafialny, znajdujący się w szwajcarskim w mieście Vevey, w kantonie Vaud.

## Historia
W XI wieku na miejscu obecnego kościoła św. Marcina wzniesiono romańską świątynię. Na jego fundamentach w XVI wieku ukończono budowę gotyckiej, katolickiej świątyni. Władze w Bernie w 1528 roku przekazały kościół kalwinistom. W 1776 roku zamontowano organy, 1778 roku zbudowano ambonę, a w 1900 roku w osadzono witraże projektu Ernesta Bielera. Obecne organy są rekonstrukcją organów XVIII-wiecznych, wykonaną w 1954 roku.

## Dzwony
Na wieży kościoła zawieszone są 4 dzwony:
| Rok odlania | Ludwisarnia           | Ton  |
| ----------- | --------------------- | ---- |
| 1887        | Rüetschi, Aarau       | h’   |
| 1887        | Rüetschi, Aarau       | fis’ |
| 1887        | Rüetschi, Aarau       | dis’ |
| 1603        | Abraham Zender, Berno | b0   |